# Anteos clorinde
Anteos clorinde  (лат.) — вид чешуекрылых насекомых из семейства белянок. Распространён от юго-восточных штатов США, юга Техаса южнее до Аргентины, а также на Ямайке, Кубе и Гаити. Насекомые обитают в субтропических открытых солнечных пространствах. Размах крыльев бабочек 70—90 мм.
Обычно летают высоко и быстро над пологом леса или вдоль рек. Самки откладывают по одному яйцу на край листа кормового растения. Кормовыми растениями являются представители семейства бобовых — Senna atomaria и Cassia spectabilis. Взрослые особи питаются нектаром красных или пурпурных цветков таких растений как, например, лантана, бугенвиллея и гибискус.